# Upplands runinskrifter 1029
Runinskrift U 1029 är en runsten från Lena kyrka, Lena socken, Uppsala kommun i Uppland.

## Historia
Johannes Bureus gjorde under 1600-talet en beskrivning av U 1029 tillsammans med ett annat runstensfragment, U 1028. Enligt Bureus låg U 1029 i "I Lena kyrkedörr". Bureus antecknade några runor och streck men konstaterade att resten var oläsligt på grund av slitaget från alla som gått över den. Förmodligen omtalas stenen också i ett kyrkoinventarium från 1829: "I yttre dören ligger ett stycke af en Runsten med Slingor. Stilen oläslig." Richard Dybeck, som 1864 såg till att flytta U 1026, U 1027 och U 1028 till en plats söder om kyrkan, nämner inte U 1029. Runstensfragmentet eftersöktes av Riksantikvarieämbetet 1942 och 1951 utan resultat. Det finns ingen äldre avbildning av U 1029. 2018 återfanns stenen inmurad som trappsten av den gamla sydportalen.
Runor är i flera fall stupvända och utifrån Bureus anteckning verkar det vara inskriften utan någon språklig mening. Idag kan man läsa · tnus… eller · tnrs…, både kan inte vara delar av något meningsfullt ord, som tyder på en nonsensinskrift.